# Branko
Branko è un personaggio del fumetto fantascientifico Nathan Never, edito dalla Sergio Bonelli Editore ed ideato dal trio Michele Medda, Antonio Serra e Bepi Vigna.

## Biografia del personaggio
Branko, in quanto mutato, possiede tutte le caratteristiche della sua razza: pelle completamente bianca, occhi neri con la pupilla bianca, un'incredibile forza fisica. A causa di un incidente non ancora chiarito, Branko è privo di orecchio e occhio destro.

### L'ingresso nell'Agenzia Alfa
Branko entra nella continuity neveriana come capo di un gruppo terroristico mutato durante la Saga di Atlantide. Arrestato da Nathan Never, sconta diversi anni in prigione per poi uscire su cauzione pagata dal suo gruppo terroristico, in cui milita la sua compagna Rea. Ha modo di interagire nuovamente con Nathan Never, al momento suo prigioniero, che lo aiuta a palesare la sua necessità di una vita più regolare. Alla fine di questa avventura (narrata in Agenzia Alfa n. 3, I fiumi del cielo), la sua cellula terrorista è distrutta e lui diventa agente Alfa a tutti gli effetti. Diventa immediatamente agente di primo piano, rimpiazzando Jack O'Ryan nel frattempo disperso nello spazio, come spalla di Nathan, e continuando a lottare per i diritti dei mutati, stavolta legalmente.

### Le origini e la fine dei mutati
Durante la saga Alfa, Branko è un personaggio di spicco e sarà il suo clone, modificato con il DNA Shra a far esplodere il primo Alfa Building. Nel corso di una missione in Giappone, Branko inizia una relazione con Ran, la donna-bestia creata in laboratorio dal professor Odaka, storia che finirà dopo pochi mesi, quando Ran si rende conto che la sua vita in una giungla preistorica e quella di Branko in una città ultratecnologica è troppo diversa.
Nel corso di due Agenzia Alfa, in cui le due trame principali intersecano la nascita dei tecnodroidi e i mutati, Branko scoprirà che Mister Alfa era a capo dell'organizzazione che ha brevettato il codice genetico dei mutati e che i mutati della sua generazione sono in realtà nati già adulti, sterili e con una falsa memoria della propria infanzia e adolescenza impiantati artificialmente. Adottata una bambina mutata dai poteri telepatici, Kay, Branko assiste impotente alla distruzione di Hell Island e allo sterminio pressoché totale della razza mutata, ad opera di Aristotele Skotos e dei suoi tecnodroidi.

### Il presente
Subito prima dell'inizio della guerra contro le Stazioni Orbitanti, Branko si lega sentimentalmente con May Frayn, agente Alfa. Dopo la guerra, i due decidono di andare a vivere assieme alla piccola Kay su una barca ormeggiata nei pressi della Città, visti gli eccessivi costi delle case. Inizialmente convinto di essere l'unico superstite del genocidio dei mutati, Branko scopre con il tempo di non essere l'unico sopravvissuto: dapprima incontra durante una missione su Marte Gordon, un mutato rinnegato con i suoi figli, poi Nathan Never incontrerà Ysha, una mutata adatta alla vita sottomarina. Inoltre di vocifera di una folta comunità di mutati nascosti a Sub-City pronti a rivendicare un loro territorio. Dopo la fine della Saga della guerra dei mondi, Branko e May si sposeranno lo stesso giorno in cui si sposeranno Sigmund Baginov e Betty Hayworth. Branko continua ad essere il principale coprotagonista nonché migliore amico di Nathan Never.